# فرودگاه نیروی هوایی سلطنتی ساوت کرنی
فرودگاه نیروی هوایی سلطنتی ساوت کرنی (به انگلیسی: RAF South Cerney) یک فرودگاه است که یک باند فرود چمن دارد و طول باند آن ۸۹۲ متر است. این فرودگاه در کشور انگلستان قرار دارد و در ارتفاع ۱۱۱ متری از سطح دریا واقع شده است.